# Denis Foyatier

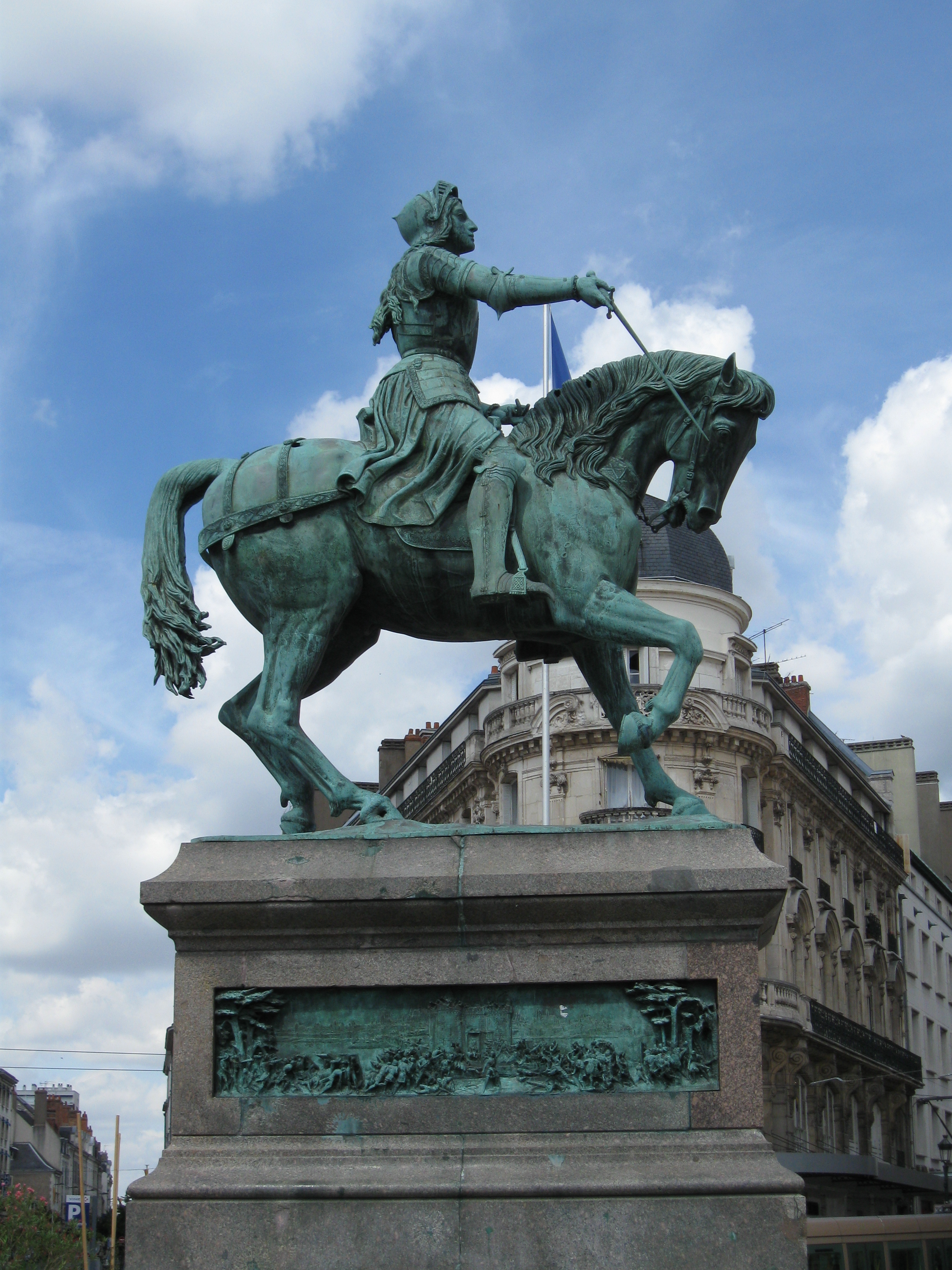
Denis Foyatier, Jeanne d'Arcs ryttarstaty i Orléans.

Denis Foyatier, född den 21 september 1793 i Bussières, departementet Loire, död den 19 november 1863 i Paris, var en fransk bildhuggare.
Foyatier studerade i Lyon och i Paris under Lemots ledning. Bland hans främsta verk kan nämnas Ung faun (1819), Spartacus (modellerad 1827, utförd 1830), som en tid var uppställd i Tuileriesträdgården och vann stor popularitet, La siesta (1834), en grupp Apostlar i Madeleinekyrkan (Paris), Jeanne d'Arcs ryttarstaty i Orléans (avtäckt 1855) samt porträttbyster.